# Carl Arthur Norgren
Carl Arthur Norgren, född den 21 december 1909 i Nyland, Ytterlännäs församling, Västernorrlands län, död den 12 april 1997 i Malmö, var en svensk ämbetsman. Han var bror till Bertil Norgren.
Norgren avlade studentexamen i Södertälje 1928 och juris kandidatexamen 1933. Han anställdes vid länsstyrelsen i Stockholms län 1937, blev assessor där 1946 och förste assessor vid Överståthållareämbetet 1947. Norgren var landskamrerare i Malmöhus län 1955–1975. Han publicerade Den nya skatten å inkomst och förmögenhet (1948). Norgren blev riddare av Nordstjärneorden 1957 och kommendör av samma orden 1959.